# Kamila Janiak
Kamila Janiak (ur. 7 sierpnia 1984) – polska poetka i wokalistka. Używa pseudonimu Daisy Kowalsky. Laureatka Wrocławskiej Nagrody Poetyckiej Silesius 2021 za tom poezji zakaz rozmów z osobami nieobecnymi fizycznie.

## Życiorys
Wiersze publikowała w „Akcencie”, „Czasie Kultury”, „FA-arcie”, „Odrze”, „Toposie”. W 2007 roku ukazał się jej debiutancki tomik frajerom śmierć i inne historie (Warszawa 2007). Dwa lata później Fundacja Modern Art Means Modern Artist Language (MAMMAL) wydała jej drugi tomik kto zabił bambi? (Warszawa 2009). W 2016 opublikowała trzecią książkę poetycką pod tytułem zwęglona jantar (Warszawa 2016), a w 2018 roku ukazały się wiersze przeciwko ludzkości (WBPiCAK i Staromiejski Dom Kultury, Poznań–Warszawa 2018), za które autorka została laureatką Wrocławskiej Nagrody Poetyckiej Silesius, a także została nominowana do Nagrody Poetyckiej im. Wisławy Szymborskiej. W 2020 roku ukazała się jej piąta książka poetycka zakaz rozmów z osobami nieobecnymi fizycznie (WBPiCAK i Staromiejski Dom Kultury, Poznań–Warszawa 2020), które zostały nagrodzone jako książka roku Wrocławską Nagrodą Poetycką Silesius. W 2023 za tom miłość nominowana do Nagrody Literackiej m.st. Warszawy, Nagrody im. Wisławy Szymborskiej oraz do Wrocławskiej Nagrody Poetyckiej „Silesius”. Jej wiersze znalazły się w antologii poezji kobiet Solistki (Staromiejski Dom Kultury, Warszawa 2009), w książce Warkoczami. Antologia poezji kobiet (Staromiejski Dom Kultury, Warszawa 2016) oraz w antologii prezentującej najciekawsze nowe trendy w polskiej poezji Zebrało się śliny (Biuro Literackie, Stronie Śląskie – Wrocław, 2016). Jej utwory znalazły się m.in. w zbiorze „Awangarda jest rewolucyjna albo nie ma jej wcale” (WBPiCAK Poznań 2019) i w antologii polskich wierszy filmowych „Zawrót głowy” (Narodowe Centrum kultury Filmowej Łódź 2018). Wokalistka pięciu zespołów: Krůk (ritual, electronica, rock alternatywny), Das Moon (electro-industrial), We Hate Roses (grunge), Delira & Kompany (heavy folk) i Tak Zwani Mordercy (acoustic grunge).

## Muzyka
- Das Moon
- Krůk
- Tak Zwani Mordercy
- We Hate Roses
- Delira & Kompany

## Poezja
- frajerom śmierć i inne historie (Staromiejski Dom Kultury, Warszawa 2007)[11]
- kto zabił bambi? (Fundacja Modern Art Means Modern Artist Language (MAMMAL), Warszawa 2009)[12]
- zwęglona jantar (Staromiejski Dom Kultury, Warszawa 2016)
- wiersze przeciwko ludzkości (WBPiCAK i Staromiejski Dom Kultury, Poznań–Warszawa 2018)
- Zakaz rozmów z osobami nieobecnymi fizycznie (WBPiCAK i Staromiejski Dom Kultury, Poznań–Warszawa 2020)
- miłość (WBPiCAK, Poznań 2022)